# Henrietta Dozier
Pour les articles homonymes, voir Dozier.
Henrietta Cuttino Dozier, née en 1872 et morte en 1947, est une architecte américaine d' Atlanta en Géorgie et de Jacksonville en Floride. Elle est considérée comme la première femme architecte de l'État de Géorgie et est la première femme du sud des États-Unis à recevoir une formation architecturale formelle dans une école nationale d'architecture. Elle conçoit des églises, des écoles, des bâtiments gouvernementaux, des appartements et des maisons.

## Biographie

### Jeunesse et éducation
Henrietta Dozier naît le 22 avril 1872 à Fernandina Beach, en Floride. Elle est le troisième et dernier enfant de Henry Cuttino Dozier (mort quelques mois avant sa naissance) et Cornelia Ann (Scriven) Dozier, tous deux originaires de Caroline du Sud. Elle a un frère, Scriven, et une sœur, Louise. Dès son plus jeune âge, elle souhaite devenir architecte, et après le lycée, elle fait son apprentissage dans un bureau d'architecte avant de passer deux ans au Pratt Institute à Brooklyn, New York. Elle étudie ensuite au Massachusetts Institute of Technology, d'où elle sort avec un diplôme d'architecte en 1899, l'une des trois femmes d'une classe de 176 étudiants.

### Carrière d'architecte
Henrietta Dozier travaille à Atlanta pendant 13 ans avant de déménager à Jacksonville en 1914. Elle travaille pour le département d'ingénierie de Jacksonville pendant la Première Guerre mondiale,  puis se met à son compte en ouvrant un cabinet d'architecture en 1918. Tout au long de sa carrière, elle utilise diverses variantes de son nom, sans distinction de sexe ou à consonance masculine, notamment "H.C. Dozier" et "Harry" Dozier.
Bien qu'elle n'apprécie pas le modernisme en architecture, qu'elle considère comme une mode, elle a des opinions inhabituelles sur d'autres aspects de son domaine. Dans un entretien de 1939, Henrietta Dozier, alors âgée de 60 ans, parle de la "maison en briques de terre" et de sa conviction que cette forme d'habitation économe en énergie, résistante à la vermine et relativement peu coûteuse est adaptée au climat du Sud et finira par se répandre,.
En 1905, Henrietta Dozier devient la troisième femme membre de l'American Institute of Architects.

## Bâtiments (sélection)
- Maison GW Gignilliat, Seneca, SC (1898)[2].
- Maison John C. Cooper, Jacksonville, Floride (1902)[2].
- Église épiscopale St. Philips, 801 N. Pearl St., Jacksonville, Floride (1903), plus un ajout de 1914[3].
- Chapelle épiscopale de tous les saints, Atlanta, Géorgie (1903). Endommagée par le feu et finalement incorporée dans une structure plus grande[3].
- Maison John Blackmar, modifications, Columbus, GA. (1909)[5].
- Banque de la Réserve fédérale d'Atlanta Succursale de Jacksonville, avec l'architecte d'Atlanta A. Ten Eyck Brown (1923-1924)[2].
- Appartements de la Cour de Lampru (1924)[3].
- Maison Welshan-Palmer, Riverside, Jacksonville (1925)[5].